# Andrzej Kozłowski (sztangista)
Andrzej Kozłowski (ur. 29 czerwca 1968 w Kijowie) – polski sztangista, medalista mistrzostw Europy, trener, olimpijczyk z Barcelony 1992.
Jako junior w roku 1988 (w barwach Ukrainy) wywalczył brązowy medal mistrzostw Europy Juniorów i brązowy medal mistrzostw świata juniorów.
W roku 1992 otrzymał polskie obywatelstwo. W latach 1992–1995,1997, 1999, 2003
zdobył tytuł mistrza Polski w wadze średniej.
W roku 2001 wywalczył srebrny medal mistrzostw Polski w wadze średniej
Mistrz Europy z roku 1995 w wadze średniej oraz trzykrotny brązowy medalista (w wadze średniej) mistrzostw Europy w: Sofii (1993), La Corunie (1999) i Loutraki (2003).
Na igrzyskach w Barcelonie zajął 4. miejsce w wadze średniej.
Reprezentował Budowlanych Opole.